# Hatari !
Pour les articles homonymes, voir Hatari.
Ne doit pas être confondu avec Atari.
Pour plus de détails, voir Fiche technique et Distribution.
Hatari ! est un film d'aventure américain réalisé par Howard Hawks, sorti en 1962. Le terme Hatari (ou hatwari) signifie en swahili : « Attention, danger ! ».

## Synopsis
Hatari ! est l'histoire d'un groupe d'hommes en Afrique de l'Est, qui s'est engagé dans l'activité lucrative mais dangereuse de capturer des animaux sauvages qui leur sont commandés par des zoos. Nommée « Momella Game Ltd. », l'entreprise opère depuis un camp près de la ville d'Arusha (dans l'actuelle Tanzanie).
Le responsable du groupe, Sean Mercer (John Wayne), a pour partenaires le vétéran Little Wolf alias « l'Indien » (Bruce Cabot), les conducteurs, l'Américain « Pockets » (Red Buttons) et l'Allemand Kurt (Hardy Krüger), enfin Luis Francisco Garcia Lopes, un ancien matador mexicain (Valentin De Vargas) ; plus « Betty » (Michèle Girardon), une jeune femme, fille de François Delacourt, l'ancien propriétaire de la « ferme », mort en tentant de capturer un rhinocéros.
Le film commence alors que l'Indien vient d'être grièvement blessé, après avoir été encorné par un rhinocéros. Dans le même temps débarque au camp une photographe suisse, Anna Maria D'Allessandro, dite « Dallas » (Elsa Martinelli), envoyée par un zoo client de Momella Game, et une nouvelle recrue, le Français Charles Maurey (Gérard Blain) dit « Chips », qui souhaite rejoindre l'équipe. Dallas va suivre le groupe afin de photographier les captures d'animaux. Dès son arrivée, elle s'est confrontée à Sean, dont elle a pris le lit, quand Kurt et Chips se disputent les faveurs de Betty, sous l'œil de Pockets.
Lors des scènes de capture, quasi documentaires, les animaux sont poursuivis à travers la savane avec un camion conduit par Pockets. Sean, debout sur le plateau du camion ou attaché sur un siège placé sur l'aile gauche, tente d'attraper les bêtes en leur passant autour du cou un nœud coulant fixé à une perche. À quelques mètres, Kurt, un ancien coureur automobile, force avec sa Jeep les animaux à se rabattre vers le camion, tandis que, sur l'autre siège, l'Indien manie un second nœud coulant. Une fois l'animal attrapé, Luis descend lui ligoter les jambes pour l'immobiliser. L'animal est ensuite mis dans une caisse de voyage et ramené au camp où il sera gardé jusqu'à la fin de la saison de captures.

## Fiche technique
- Titre : Hatari !
- Réalisation : Howard Hawks
- Scénario : Leigh Brackett d'après une histoire de Harry Kurnitz
- Photographie : Russell Harlan et Joseph C. Brun (associé)
- Montage : Stuart Gilmore
- Musique : Henry Mancini
- Direction artistique : Carl Anderson, Hal Pereira
- Décors : Claude E. Carpenter et Sam Comer
- Costumes : Edith Head
- Producteur : Howard Hawks
- Société de production : Malabar Productions
- Société de distribution : Paramount Pictures
- Pays d'origine :  États-Unis
- Langue : Anglais
- Format : Couleurs (Technicolor) — 35 mm — 1,85:1 — Son : Mono (Westrex Recording System)
- Genre : Comédie dramatique, Film d'aventure
- Durée : 157 minutes (2 h 37)
- Dates de sortie :
  -  États-Unis : 24 mai 1962
  -  France : 17 décembre 1962
- Affiches : Roger Soubie (France), Enzo Nistri (Italie)

## Distribution
- John Wayne (VF : Raymond Loyer) : Sean Mercer
- Hardy Krüger (VF : Roger Rudel) : Kurt Müller
- Elsa Martinelli  (VF : Pascale Roberts) : Anna Maria d'Allessandro, dite "Dallas"
- Red Buttons  (VF : Guy Piérauld) : "Pockets"
- Gérard Blain : Charles « Chips » Maurey, dit "Le Français"
- Bruce Cabot (VF : Jean Clarieux) : "L'Indien" ("Little Wolf")
- Michèle Girardon : "Betty" Delacourt
- Valentin de Vargas  (VF : Serge Lhorca) : Luis Francisco Garcia Lopez
- Eduard Franz  (VF : Richard Francœur) : Le docteur Sanderson
- Eric Rungren (VF : Maurice Dorléac) : Stan
- Umbopa M’beti (VF : Georges Aminel) : Arga

## Musiques du film
Composées par Henry Mancini :
1. Theme From Hatari
2. Baby Elephant Walk
3. Just For Tonight
4. Your Father's Feathers
5. Night Side
6. Big Band Bwana
7. The Sounds Of Hatari
8. The Soft Touch
9. Crocodile, Go Home!
10. Just For Tonight (Bonus)

## Autour du film
- Le film fut entièrement tourné au Arusha National Park au Tanganyika (la partie continentale de l'actuelle Tanzanie)[1].
- Le tournage dura six mois — du 28 novembre 1960 au 24 mai 1961 — et fut très agréable d’après Gérard Blain[1].
- Au fur et à mesure du tournage, les animaux devenaient des acteurs à part entière, le guépard apprivoisé Sonia circulait librement au milieu des acteurs ainsi que les autruches, les singes ou encore la hyène et les éléphanteaux[1].
- Les scènes de chasses ont été vécues par les acteurs eux-mêmes et jamais l'un d'entre eux ne fut doublé quel que soit le danger[1]. Il faut cependant remarquer que John Wayne avait comme doublure Chuck Roberson.
- Durant le tournage, John Wayne dut abattre un éléphant qui les chargeait. Bien que filmée, cette scène ne fut pas retenue au montage final afin de ne pas choquer les amis des bêtes qui sont nombreux chez les fans de l'acteur[1].

## Éditions en DVD / Blu-ray
(En France)
- Hatari !, DVD-9 Keep Case[3].
- La dernière séance : Hatari !, DVD-9 Keep Case sous fourreau cartonné avec livret d'anecdotes d'Eddy Mitchell[4].
- Hatari !, BD-50 Blu-ray[5].